# جان باتيست لامارك
كان جان باتيست بيير أنطوان دو مونيه شوفالييه دو لامارك، والمعروف باسم لامارك. جندي فرنسي الجنسيّة؛ وعالم أحياء وأكاديميّاً ومؤيّداً مبكّراً لفكرة أن التطوّر البيولوجي حدث واستمر وفقاً للقوانين الطبيعية.
حارب لامارك في حرب السنوات السبع ضد بروسيا، وحصل على ميداليّة بسبب شجاعته في ساحة المعركة. انتقل لاحقاً إلى موناكو، وأصبح لامارك مهتمّاً بالتاريخ الطبيعي وعزم على دراسة الطبّ. تقاعد من الجيش بعد إصابته في عام 1766، وعاد إلى دراسته الطبيّة.
طوّر لامارك اهتماماً خاصّاً في علم النبات، وبعد أن نشر العمل المؤلّف من ثلاثة مجلّدات (Flour françoise (1778) حصل على عضويّة الأكاديميّة الفرنسيّة للعلوم في عام 1779. أصبح لامارك أستاذاً في علم الحيوان، عندما أسست الجمعيّة الوطنيّة الفرنسيّة متحف التاريخ الوطني في عام 1793.
في عام 1801، نشر كتاب «نظام الحيوانات اللافقاريّة»، وهو عمله الرئيسي في تصنيف اللافقاريّات، وهو مصطلح صاغه في عام 1802م. يعتبر لامارك من أوائل من استعملوا مصطلح البيولوجيا بمعناه الحديث. واصل لامارك عمله كمرجع رئيسيّ في علم الحيوان اللافقاري.
يتم تذكّر لامارك في العصر الحديث بسبب نظريّة وراثة الخصائص المكتسبة، والتي تسمّى الميراث الليّن، والتي ذكرها في كتابه الفلسفي لعلم الحيوان عام 1809. ومع ذلك، فإن فكرة هذه النظريّة موجودة من قبل تطوير هذه النظريّة، ولم تشكّل إلا قسم صغير من نظريّة التطوّر، وكانت مقبولة في وقته من قبل العديد من المؤرخّين الطبيعيين. تألفت مساهمة لامارك في النظريّة التطوريّة بكونها أوّل نظريّة متماسكة حقاً للتطوّر البيولوجي، حيث دفعت قوة التعقيم الكيميائي الكائنات الحيّة إلى سلّم التعقيد، وقامت القوّة البيئيّة بتكييفها مع البيئات المحليّة من خلال استخدام خصائص والتخلّص من أخرى، والتفريق بينها وبين الكائنات الحيّة الأخرى.

## التطوّر اللاماركيّ
أكّد لامارك على موضوعين رئيسيّين في عمله البيولوجي، لا يتعلّق أي منهما بالميراث الليّن. الأوّل هو أن البيئة تؤدّي إلى تغييرات في الحيوانات. وذكر أمثلة كوجود الأسنان في الثديّات وغياب الأسنان في الطيور كدليل على هذا المبدأ. المبدأ الثاني هو أن الحياة كانت منظّمة بطريقة ما وأن العديد من أجزاء مختلفة من جميع الهيئات تجعل الحركات العضويّة للحيوانات ممكنة.
على الرغم من أنّه لم يكن أول مفكّر يدافع عن التطوّر العضوي، إلا أنّه كان أوّل من طوّر نظريّة تطوريّة متماسكة حقّاً. أوجز نظريّته المتعلّقة بالتطوّر أولاً في محاضرته في عام 1800، ثمّ في ثلاثة أعمال نشرت لاحقاً:
- بحث حول تنظيم الأجسام الحيّة، 1802.
- فلسفة علم الحيوان، 1809.
- التاريخ الطبيعي للحيوانات اللافقاريّة، (في سبعة مجلّدات، 1815-1822).

استخدم لامارك عدّة آليات كمحرّك للتطوّر، مستمدّاً من المعرفة الشائعة في عصره ومن إيمانه بالكيمياء قبل لافوازييه. لقد استعمل هذه الآليّات لشرح القوّتين اللتين رآهما تشكّلان التطوّر: إجبار الحيوانات على الانتقال من الأشكال البسيطة إلى الأشكال المعقّدة، والقوّة التي تكيّف الحيوانات مع بيئاتها المحليّة وتميّزها عن بعضها البعض. كما يعتقد أن هذه القوى يجب أن تفسّر على أنّها نتيجة ضروريّة للمبادئ الفيزيائيّة الأساسيّة، مع تفضيل الموقف المادّي تجاه البيولوجيا.

### قوّة الحياة: قوّة التعقيد
تتضمّن نظريّة لامارك من عاملين: (1) قوّة معقّدة تدفع مخططات جسم الحيوان نحو مستويات أعلى (تكوين العظام) مما يخلق سلّماً، (2) قوّة تكيفيّة تؤدّي إلى تكيّف الحيوانات مع مخطط جسم معيّن مع الظروف (الاستعمال وعدم الاستعمال، وراثة الخصائص المكتسبة)، وخلق مجموعة متنوّعة من الأنواع والأجناس. تعتبر الآراء الشائعة حول اللامركيّة مجرّد جانب من جوانب القوّة التكيفيّة.
كان لامارك معارضاً للكيمياء الحديثة التي روّج لها لافوازييه، وفضّل تبنّي رؤية كيميائيّة أكثر تقليديّة للعتاصر التي تتأثّر أساساً بالأرض والهواء والنار والماء. وأكّد أنّه بمجرّد تكوين الكائنات الحيّة، فإن حركات السوائل في الكائنات الحيّة تدفعها بشكل طبيعي إلى التطوّر نحو مستويات متزايدة من التعقيد:

### تأثير الظروف: القوة التكيفيّة

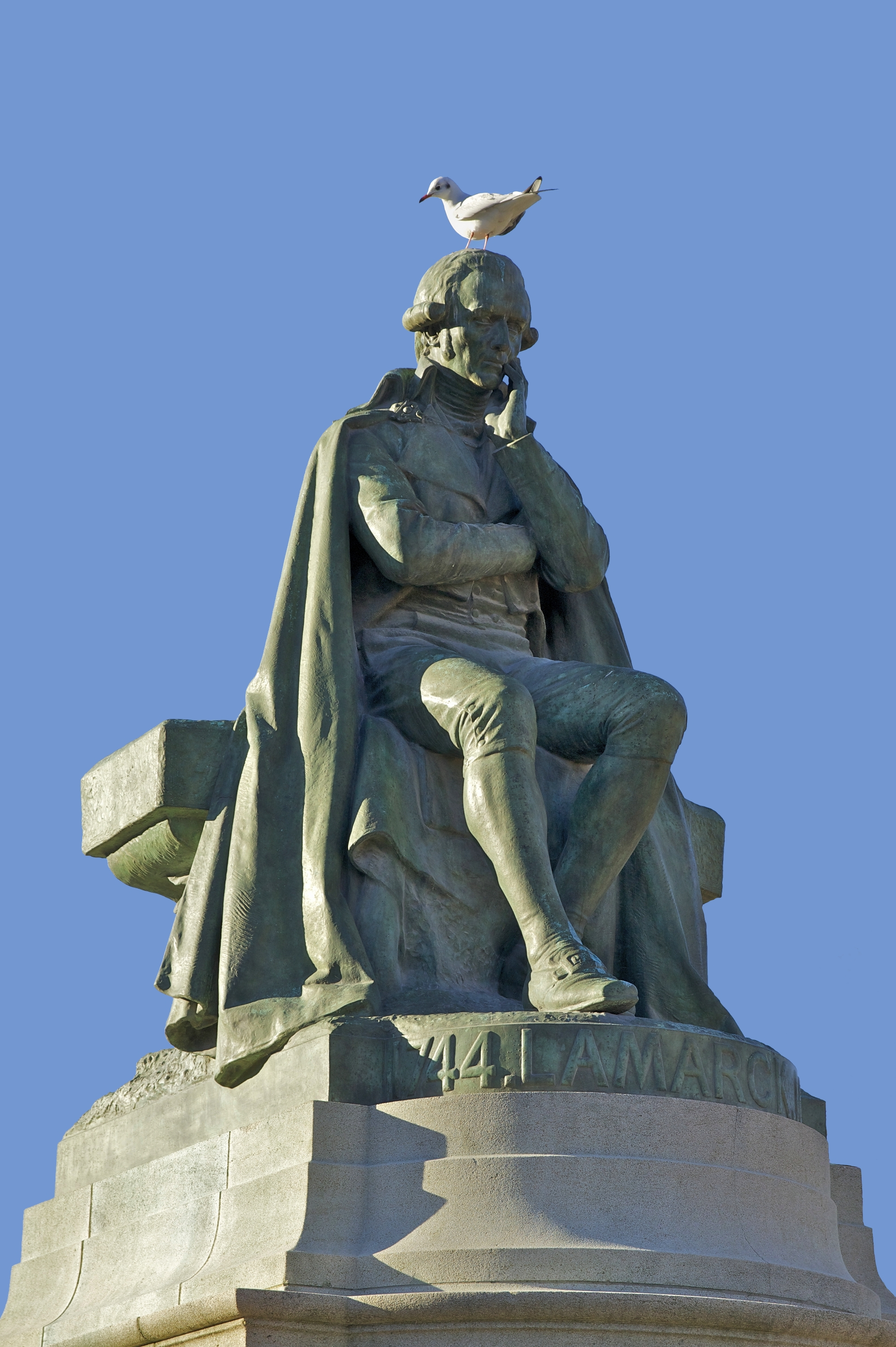

المكوّن الثاني لنظريّة لامارك هو تكيّف الكائنات الحيّة مع بيئتها. هذا يمكن أن يحرّك الكائنات الحيّة من أعلى سلّم التقدّم إلى أشكال جديدة ومميزة مع التعديلات المحليّة. كما يمكن أن تدفع الكائنات الحيّة إلى الأزقّة العمياء التطوريّة، حيث أصبح الكائن الحي متكيّفاً بدقّة بحيث لا يمكن أن يحدث أي تغيير آخر. جادل لامارك بأن هذه القوّة التكيفيّة كانت مدفوعة بتفاعل الكائنات الحيّة مع بيئتها، عن طريق استعمال بعض الخصائص والتخلّص من بعضها الآخر.

#### القانون الأوّل: الاستعمال وعدم الاستعمال
القانون الأوّل: في كل حيوان لم يجتاز حدّ نموّه، يحفّز الاستخدام المتكرّر والمستمرّ لأي عضو تدريجيّاً هذا العضو ليتطوّر وينمو، ويمنحه قوّه تتناسب مع طول الفترة الزمنيّة التي استخدم فيها. في حين أن الإهمال الدائم لأي عضو يضعفه بشكل تدريجي، ويقلّل تدريجيّاً من قدرته الوظيفيّة، حتّى يختفي في النهاية.

#### القانون الثاني: وراثة الخصائص المكتسبة
جميع عمليّات الاستحواذ أو الخسائر التي تحدثها الطبيعة على الأفراد، من خلال تأثير البيئة التي بقي الأفراد من نفس الجنس فيها لفترة طويلة، ومن ثمّ من خلال تأثير الاستخدام السائد أو التخلّص الدائم من أي عضو؛ يتمّ الحفاظ على كلّ ذلك من خلال التكاثر للأفراد الجدد الذين ينشؤون، شريطة أن تكون التعديلات المكتسبة شائعة بين الجنسين، أو على الأقلّ للأفراد الذين ينتجون الشباب.
يقدّم البند الأخير من هذا القانون ما يسمّى اليوم بالوراثة الرخوة، أو وراثة الخصائص المكتسبة، أو ببساطة «اللاماركيّة»، على الرغم من أنها لا تشكّل سوى جزء بسيط من أفكار لامارك[27]. ومع ذلك، في مجال علم التخلّق، هناك أدلّة متزايدة على أن الوراثة الرخوة تلعب دوراً مهمّاً في تغيير الأنماط الظاهريّة لبعض الكائنات الحيّة: فهي تترك المادة الوراثيّة (DNA) دون تغيير (وبالتالي لا تنتهك العقيدة المركزيّة لعلم الأحياء) ولكنّها تمنع التعبير عن الجينات[28]، مثل المثيلة لتعديل نسخ الحمض النووي؛ هذا يمكن أن ينتج عن التغييرات في السلوك والبيئة.
العديد من التغييرات اللاجينيّة هي وراثيّة إلى حدّ ما. وهكذا، على الرغم من أن الحمض النووي نفسه لا يتغيّر مباشرة بواسطة البيئة والسلوك إلا من خلال الانتقاء، فإن علاقة النمط الوراثي بالنمط الظاهري يمكن أن تتغيّر، حتّى عبر الأجيال، من خلال التجربة خلال حياة الفرد. وقد أدّى ذلك إلى دعوات لعلم الأحياء لإعادة النظر في العمليّات اللاماركيّة في التطوّر في ضوء التطوّرات الحديثة في البيولوجيا الجزيئيّة.

## نباتات وصفها لامارك
- إكسورة صينية
- أريغارون بلوطي الأوراق
- أزورلة
- أوجينيا برازيلية
- برشاوشان عريض الأوراق
- برغنية باكومبية
- بكاريس قطلبي الأوراق
- تيكومة هلباء
- جريس قيثاري
- جكراندة برازيلية
- حبق كبير الأزهار
- خويفيرة قصيرة
- دراسينا منعكسة
- دفلى متموجة
- رقاقس ألبي
- زفيزف لوطسي
- زوان متعدد الأزهار
- سعد طويل مسطح الأوراق
- شبكرمة شرقية
- شمشاد بلياري
- شوزم أسود الثغيرة
- شوزم دبق
- صبير أسطواني
- عجوقة كاملة
- قبار إجاصي الأوراق
- قبار لبدي
- قنطيون
- كاذي شبه مخروطي
- كراتيفة نورفالية
- كراتيفة وحيدة المسكن
- لوغانة حورية الأوراق
- ميس تورنفوري
- ميس ثلاثي العروق
- حبق كبير الأزهار
- خويفيرة قصيرة
- دراسينا منعكسة
- دفلى متموجة
- رقاقس ألبي
- زفيزف لوطسي
- زوان متعدد الأزهار
- سعد طويل مسطح الأوراق
- شبكرمة شرقية
- شمشاد بلياري
- شوزم أسود الثغيرة
- شوزم دبق
- صبير أسطواني
- عجوقة كاملة
- قبار إجاصي الأوراق
- قبار لبدي
- قنطيون
- كاذي شبه مخروطي
- كراتيفة نورفالية
- كراتيفة وحيدة المسكن
- لوغانة حورية الأوراق
- ميس تورنفوري
- ميس ثلاثي العروق